# SN 2002as
SN 2002as – supernowa typu II odkryta 4 lutego 2002 roku w galaktyce UGC 3418. W momencie odkrycia miała maksymalną jasność 17,80m.